# Sloan (Iowa)
Pour les articles homonymes, voir Sloan.
Sloan est une ville, du comté de Woodbury en Iowa, aux États-Unis. Elle est incorporée le 16 octobre 1883.

## Histoire
Sloan a été "ajoutée" au plan cadastral de l'Iowa par le président de la Sioux City & Pacific Railway. La cité a été baptisée en l'honneur de Samuel Sloan, un officiel ferrovier.

## Économie
La tribu Winnebago du Nebraska (Ho-Chunk) possède le WinnaVegas Casino à proximité de Sloan.

## Géographie
Sloan est localisé aux coordonnées suivantes :42° 13′ 59″ N, 96° 13′ 28″ O (42.233065, -96.224419).
Selon le United States Census Bureau, la superficie de la cité est d'une aire de 1,61 km2 (0.62 squares miles).

## Démographie

### Recensement de 2010
Durant le recensement de 2010, 973 personnes étaient présents à Sloan, réparties entre 421 ménages et 269 familles. La densité populationnelle était de 605.9 d'habitants/km2 (1569.4 habitants par square mile). D'un point de vue ethnique, 96.9% de la population était blanche; le reste étant réparti entre des personnes d'origine asiatique et natifs d’Amérique.
En 2010, 30.6% des enfants mineurs vivaient avec leurs parents ou un majeur. Concernant les statuts familiaux, 50.8% des foyers sont habités par des couples mariés, ~15% des habitants sont célibataires, le reste forment des communautés sans liens familiaux. La taille moyenne d'une famille est de 2.91 individus.
L'âge médian de la population était de 41.7 années. 24% des résidents sont âgées de 18, 5.6% ont entre 18 et 24 ans, 25% ont entre 25 et 44 années et ~17% de la population est âgée de plus de 65ans. la proportion homme/femme est de 47/53%.

## Source de la traduction
- (en) Cet article est partiellement ou en totalité issu de l’article de Wikipédia en anglais intitulé « Sloan, Iowa » (voir la liste des auteurs).